# 勝木司馬之助
勝木 司馬之助（かつき しばのすけ、1907年6月30日 - 1993年4月20日）は、日本の医師。熊本大学教授、九州大学教授、宮崎医科大学（現・宮崎大学医学部）初代学長を務めた。脳血管障害のコホート研究である久山町研究を始めた。長男は分子生物学者の勝木元也。

## 略歴
- 1907年福岡県鞍手郡宮田町桐野に地主の長男として生まれた。
- 旧制福岡県立鞍手中学校卒業。
- 1926年旧制福岡高等学校（現：九州大学）理科甲類卒業。
- 1930年九州帝国大学医学部卒業。武谷広教授の内科に入局。
- 1935年「神経病性関節症に関する臨床的並びに実験的研究」で医学博士。
- 1936年2月-1937年2月ドイツに私費留学。ゲッティンゲン大学のストラウブ教授の下で内科学全般を、ロストック大学で内分泌学を勉強。
- 1941年2月九州帝国大学助教授。
- 1948年3月九州大学助教授のまま、国立筑紫病院厚生技官。
- 1950年1月熊本大学教授。
- 1956年4月熊本大学付属病院長。
- 1956年12月九州大学教授。
- 1960年4月第1回日本臨床神経学会会長。
- 1963年12月三池災害一酸化炭素中毒患者医療委員会委員長。
- 1968年4月九州大学医学部付属病院長
- 1968年10月カネミ油症事件（塩化ビフェニール中毒）研究班班長。
- 1970年4月第67回日本内科学会会頭。
- 1971年3月定年退官。
- 1971年4月九州大学名誉教授。
- 1971年9月公立学校共済組合九州中央病院長。
- 同年、脳卒中の研究で日本医師会賞。
- 1974年6月宮崎医科大学（現：宮崎大学医学部）初代学長。
- 1975年武田医学賞受賞。
- 1978年勲二等旭日重光章受章。
- 1981年6月宮崎医科大学学長を退官。
- 1981年9月第12回世界神経学学会会長。
- 1993年4月20日逝去。

## コホート研究である久山町研究
若い時は、脳橋と呼吸調節中枢や、熊本大学時代は、間脳の臨床を行ったが、九州大学の教授になってから、福岡県糟屋郡久山町における脳血管障害の疫学的研究を始めた。1961年春から全教室員協力のもとに40歳以上の男女全住民を対象として循環器検診から開始した。その際、死亡者の解剖を重視し、1963年以降は剖検率は90%以上を維持、対象者全員を全員追跡するという徹底した疫学的調査が行われた。その結果本研究がこの地域における発症、死亡する脳出血よりも脳梗塞が4倍も多いことを明らかにした。1962年から1969年まで、米国のミネソタ大学のA.B.Baker教授一門との共同研究ともなった。

## 3大公害病への貢献
熊本大学時代は水俣病の発症時の患者の診察にあたり、研究に先鞭をつけた。次いで九州大学時代は三池炭鉱爆発事故がおこり、急性一酸化中毒患者の対策にあたり、さらに九州大学病院長時代にカネミ油症研究班を組織した。

## 受賞
- 1968年西日本文化賞 - 熊本大学水俣病研究班にたいし
- 1975年武田医学賞 - 脳卒中の疫学的研究にたいし

## 著書
- 『最新内科処方』 1947年
- 『内分泌の中枢調節』 1965年

## 随筆
- 『風と水と』 1968年
- 『流れる』 1978年

## 論文
- Katsuki S: Nihon Naika Gakkai Zasshi. 1969 Dec 31;58(13):13-5.[Epidemiological study of the inhabitants of Hisayamacho].

## 文献
- 熊本大学医学部第1内科創立75年記念誌 1996年3月 熊本大学第一内科同門会（下の荒木淑郎の文献を採録している）
- 荒木淑郎「恩師 勝木司馬之助先生のこと」Brain Research 7:94-97, 1995
- 泉孝英『日本近現代医学人名事典』 2012年 pp171-172 ISBN 978-4-260-00589-0